# 瓦莱-迪圣多明戈斯
瓦莱-迪圣多明戈斯是巴西马托格罗索州的一个市镇。总面积2001.347平方公里，总人口2889人，人口密度1.4人/平方公里。